# Leszek Martewicz
Leszek Robert Martewicz (ur. 4 stycznia 1955 w Gdańsku) – polski florecista, trener, trzykrotny medalista mistrzostw świata, olimpijczyk.
Zawodnik klubów: AZS Gdańsk (w latach 1967–1974) i AZS Warszawa (w latach 1975–1980). Jako junior wywalczył 5. miejsce indywidualnie w mistrzostwach świata juniorów w 1974 roku w Stambule.
Indywidualny wicemistrz Polski w 1973 roku oraz brązowy medalista w latach 1976, 1978. Drużynowy mistrz Polski w latach 1975–1980.
Medalista mistrzostw świata:
- w Göteborgu (1973) – brązowy w turnieju drużynowym (partnerami byli: Marek Dąbrowski, Jerzy Kaczmarek, Lech Koziejowski, Witold Woyda)
- w Grenoble (1974) – srebrny w turnieju drużynowym (partnerami byli: Marek Dąbrowski, Jerzy Kaczmarek, Lech Koziejowski, Ziemowit Wojciechowski)
- w Hamburgu (1978) – złoty w turnieju drużynowym (partnerami byli: Bogusław Zych, Marian Sypniewski, Adam Robak, Arkadiusz Godel)

Na igrzyskach olimpijskich w Montrealu w 1976 roku wystartował w turnieju drużynowym florecistów (partnerami byli: Marek Dąbrowski, Arkadiusz Godel, Lech Koziejowski, Ziemowit Wojciechowski). Polska drużyna zajęła 5. miejsce.
W 1977 zdobył srebrny medal letniej uniwersjady w Sofii w turnieju drużynowym.